# Nicu Ojog
Nicu Samuel Ojog es un deportista rumano que compite en lucha grecorromana. Ganó una medalla de plata en el Campeonato Europeo de Lucha de 2022, en la categoría de 87 kg.

## Palmarés internacional
| Campeonato Europeo | Campeonato Europeo | Campeonato Europeo | Campeonato Europeo |
| Año                | Lugar              | Medalla            | Categoría          |
| ------------------ | ------------------ | ------------------ | ------------------ |
| 2022               | Budapest (Hungría) | Medalla de plata   | 87 kg              |